# Moravian Cemetery
El Moravian Cemetery (en español: "Cementerio Moravo") es un cementerio ubicado en el barrio New Dorp de Staten Island, Nueva York.

## Localización
Situado en el 2205 de Richmond Road, el cementerio es el mayor y más antiguo cementerio activo de Staten Island, ya que se inauguró en 1740.  El cementerio abarca 113 acres (45,7 ha) y es propiedad de la congregación local de la Iglesia Morava de Staten Island. Al suroeste del cementerio se encuentra el parque High Rock, uno de los parques constitutivos del Staten Island Greenbelt.

## Historia
En lo que era una comunidad puramente agrícola, el cementerio de casi 46 hectáreas se puso originalmente a disposición del público como cementerio gratuito con el fin de disuadir a las familias de utilizar las parcelas de enterramiento de las granjas. El cementerio Moravian es el lugar de enterramiento de un número de famosos de Staten Island, incluyendo miembros de la familia Vanderbilt.
Tras el cierre, en la década de 1880, de la Iglesia Holandesa Reformada del Sur en Richmondtown, las tumbas del cementerio de esa iglesia se volvieron a enterrar en Moravian.
Un monumento a Robert Gould Shaw, un soldado de la Unión que lideró el primer regimiento de todos los negros en la Guerra Civil Americana y que murió en la Segunda Batalla de Fort Wagner, fue erigido aquí por su familia. El director Martin Scorsese también tiene una parcela de entierro aquí.

## Entierros notables

### Cementerio de la familia Vanderbilt
En el siglo XIX, Cornelius Vanderbilt donó a la Iglesia Morava 18 hectáreas. Más tarde, su hijo William Henry Vanderbilt donó otras 1.6 hectáreas y construyó la residencia para el superintendente del cementerio.
El Mausoleo Vanderbilt, diseñado por Richard Morris Hunt y construido en 1885-1886, forma parte del cementerio de propiedad privada de la familia. El Mausoleo Vanderbilt es una réplica de una iglesia románica de Arles, Francia. El paisaje del cementerio de Vanderbilt fue diseñado por Frederick Law Olmsted. El cementerio no está abierto al público. El mausoleo de Vanderbilt y partes del cementerio fueron designados como monumentos históricos de la ciudad de Nueva York en 2016.

### Católicos italoestadounidenses
El cementerio es el lugar de enterramiento de un gran número de católicos italoestadounidenses a pesar de ser un cementerio protestante. Esto se debe a los esfuerzos del Padre Ettore Barletta que estaba a cargo de la congregación de la Misión Italiana en la cercana Iglesia Morava a principios de 1900, a las familias católicas de la mafia a las que se les había negado un entierro católico se les ofreció entierro en este cementerio.

### Nombres famosos
- Mark W. Allen (1877-1958), empresario y senador del estado de Nueva York.
- Alice Austen (1886-1952), notable fotógrafa del siglo XX.
- Thomas Bilotti (1940-1985), mafioso y subjefe de la familia criminal Gambino.
- Alfred Thompson Bricher (1837-1908), pintor asociado al arte de las Montañas Blancas y a la Escuela del Río Hudson
- Frank Cali (1965-2019), antiguo presunto jefe de la familia criminal Gambino
- John Merven Carrère (1858-1911), socio de la notable firma de arquitectura Beaux-Arts.
- Paul Castellano (1915-1985), antiguo jefe de la familia criminal Gambino.
- John Celardo (1918-2012), dibujante de cómics y tiras cómicas.
- Charles P. Clinch, dramaturgo y funcionario gubernamental que ejerció como Recaudador del Puerto de Nueva York
- Frank DeCicco (1935-1986), antiguo subjefe de la familia criminal Gambino.
- John Eberhard Faber (1822-1879), fabricante estadounidense de lápices nacido en Alemania.
- Frank J. LeFevre (1874-1941), congresista.
- John A. Lynch (1882-1954), senador del estado de Nueva York y presidente del distrito de Staten Island.
- Jim Mutrie (1851-1938), pionero del béisbol.
- John L. O'Sullivan (1813-1895), periodista que utilizó por primera vez en prensa la frase Destino manifiesto para encarnar las ambiciones expansionistas estadounidenses.
- William Page (1811-1885), pintor y retratista
- Anning Smith Prall (1870-1937), congresista y presidente de la Comisión Federal de Comunicaciones.
- Bradhurst Schieffelin (1821-1909), activista social del siglo XIX.
- Charles Scorsese (1913-1993) y Catherine Scorsese (1912-1997), padre y madre del director Martin Scorsese.
- Stephen H. Weed (1831-1863), general de la Unión que murió en la Batalla de Gettysburg.
- Paul Zindel (1936-2003), notable dramaturgo y novelista juvenil.

## En la cultura popular
En la novela Es Superman: una novela, la madre del personaje Lex Luthor está enterrada en el cementerio de Moravia.